# Buffy the Vampire Slayer (film)
Buffy the Vampire Slayer is een Amerikaanse komische horrorfilm uit 1992 onder regie van Fran Rubel Kuzui. Schrijver en bedenker Joss Whedon vervolgde het verhaal hieruit in 1997 in een gelijknamige televisieserie met andere acteurs.

## Verhaal
Het leven van tienermeisje Buffy Summers staat in het teken van winkelen, winkelen en nog eens winkelen. Dit verandert als ze op een dag Merrick ontmoet, een zogenaamde Watcher (Wachter), een soort mentor en trainer. Hij vertelt haar dat zij door het lot uitverkoren is om vampiers te bestrijden die te midden van de mensheid leven. Met behulp van haar nieuwe instructeur leert ze gevechtstechnieken en samen met haar vriend Pike moet ze de meestervampier Lothos zien te overwinnen.

## Rolverdeling
| Acteur                 | Personage                        |
| ---------------------- | -------------------------------- |
| Kristy Swanson         | Buffy Summers                    |
| Donald Sutherland      | Merrick                          |
| Luke Perry             | Pike                             |
| Rutger Hauer           | Lothos                           |
| Paul Reubens           | Amilyn                           |
| Michele Abrams         | Jennifer                         |
| David Arquette         | Benny                            |
| Randall Batinkoff      | Jeffrey                          |
| Stephen Root           | Gary Murray                      |
| Natasha Gregson Wagner | Cassandra                        |
| Candy Clark            | Buffy's moeder (Joyce Summers)   |
| Thomas Jane            | Zeph (als Tom Janes)             |
| Hilary Swank           | Kimberly                         |
| Paris Vaughan          | Nicole 'Nicki'                   |
| Sasha Jenson           | Grueller                         |
| James Paradise         | Buffy's vader (Hank Summers)     |
| Ricki Lake             | Charlotte (onvermeld)            |
| Ben Affleck            | Basketbalspeler #10) (onvermeld) |
| Seth Green             | Vampier (onvermeld)              |
| Alexis Arquette        | Vampier-dj (onvermeld)           |

## Van film naar serie
Bedenker Whedon vervolgde het verhaal uit de film in 1997 in een televisieserie die zeven seizoenen werd uitgezonden. Deze won in tegenstelling tot de lauw ontvangen film meer dan dertig prijzen, waaronder een Emmy Award, een Hugo Award, een Satellite Award en negen Saturn Awards in verscheidene categorieën.
De rol van Buffy Summers werd in de serie overgenomen door Sarah Michelle Gellar en die van haar moeder Joyce door Kristine Sutherland. Geen van de andere personages noch acteurs uit de film verhuisde verder mee. In plaats daarvan verhuist Buffy met haar moeder in de eerste aflevering naar het fictieve stadje Sunnydale in Californië, waar ze nieuwe vrienden, bekenden en vijanden maakt. Aan de gebeurtenissen uit de film wordt alleen nog een enkele keer gerefereerd in gesprekken, nooit met beelden.
Ook verscheen er in 1999 een Buffy-stripboek genaamd The Origin door Dark Horse Comics, wat een navertelling is van de film en meer het originele script en serieuzere toon van Whedon volgt. Whedon heeft ook bevestigd dat de strip tot de officiële "Buffyverse"-canon gezien kan worden in tegenstelling tot de film.

## Adaptaties
- Richie Tankersley Cusick - Buffy the Vampire Slayer (1992); boekbewerking naar het oorspronkelijke script van Joss Whedon.
- Christopher Golden en Dan Brereton - Buffy the Vampire Slayer: The Origin (1999); comic-bewerking naar het oorspronkelijke script van Joss Whedon.